# Latre
Latre – miejscowość w Hiszpanii, w Aragonii, w prowincji Huesca, w comarce Alto Gállego, w gminie Caldearenas, 62 km od miasta Huesca.
Według danych INE z 1991 roku miejscowość zamieszkiwało 60 osób. Wysokość bezwzględna miejscowości jest równa 698 metrów.